# Wolfgang Pauli
Wolfgang Ernst Pauli (25. dubna 1900, Vídeň – 15. prosince 1958, Curych) byl rakouský fyzik (z většiny židovského původu), jeden z nejvýznamnějších teoretických fyziků první poloviny 20. století. Zkoumal teorii relativity a kvantovou mechaniku. 
V roce 1945 mu byla udělena Nobelova cena za fyziku za formulaci tzv. Pauliho vylučovacího principu.

## Život a dílo
Jeho otec Wolf Joseph Pascheles, lékař židovského původu, pocházel z Prahy. V roce 1899 odešel do Vídně, kde přednášel na lékařské fakultě. Konvertoval ke křesťanství a změnil si příjmení na Pauli. Oženil se s novinářkou Berthou Camillou Schützeovou, která měla rovněž židovské kořeny. Wolfgang Pauli se narodil roku 1900 a o šest let později se narodila sestra Hertha.
Wolfgang Pauli studoval na humanitním gymnáziu ve Vídni a později na univerzitě v Mnichově u Arnolda Sommerfelda. Od mládí byl nadaný na řešení matematických i fyzikálních úloh, zajímal se o teorii relativity. Pro Encyklopedii matematických věd měl v roce 1921 napsat o teorii relativity článek, ze kterého se nakonec stala monografie o 231 stranách a byla později několikrát vydána jako samostatná publikace. Jeho práci pochválil i Albert Einstein.
Po studiích v Mnichově roku 1921 vyučoval fyziku v Göttingenu, a poté i v Kodani na pozvání Nielse Bohra. V letech 1923-28 vyučoval na univerzitě v Hamburku. Právě v této době se rodil nový obor kvantová fyzika, jehož se Pauli stal průkopníkem, když v roce 1925 zformuloval Pauliho vylučovací princip. Podle něj v jednom a témže stavu nemohou být 2 elektrony, které mají všechna kvantová čísla (n, l, m, s) stejná, resp. každý kvantový stav v atomu může být obsazen jen jedním elektronem. V roce 1927 vysvětlil podstatu paramagnetizmu elektronového plynu v kovech.
V roce 1927 spáchala sebevraždu jeho matka a otec se znovu oženil, což Wolfgang nesl těžce. V roce 1929 se oženil s berlínskou tanečnicí, avšak manželství vydrželo necelý rok. Osobní problémy se snažil řešit alkoholem, v letech 1932-1934 se léčil u psychologa Carla Gustava Junga. Napsal mu více než tisíc dopisů s podrobným popisem svých snů a pocitů.   Jeho stav se zlepšil po svatbě s Franziskou Bertramovou, s níž žil od roku 1934 ve šťastném manželství až do své smrti. Děti neměli. 
V roce 1928 byl Pauli jmenován profesorem teoretické fyziky na Polytechnice v Curychu. Roku 1929 navrhl společně se svým bývalým spolužákem Wernerem Heisenbergem nový způsob popisu fyzikálních procesů, tzv. kvantovou teorii pole. Tato teorie spojuje kvantovou mechaniku s Einsteinovou speciální teorií relativity. Základní myšlenkou je, že všechny částice lze považovat za kvanta fyzikálních polí. Kvantová teorie pole je dnes základem celé fyziky elementárních částic.
V roce 1931 matematicky předpověděl existenci neutrina, když správně uhodl, že mizící energii při radioaktivním rozpadu beta odnáší nějaká neznámá částice. Tato částice musela být velmi lehká a elektricky neutrální a později ji pojmenoval Enrico Fermi jako neutrino. Fyzikové v její existenci nechtěli dlouho uvěřit. Neutrino s ostatní hmotou skoro nereaguje, a je tedy velmi těžké ho zachytit. Jeho existenci se podařilo potvrdit až v 50. letech. Během svého působení v Curychu Pauli často přednášel v cizině, např. USA nebo SSSR.
Roku 1940 emigroval do USA, kde byl jmenován profesorem teoretické fyziky v Princetonu. Za svůj vylučovací princip získal roku 1945 Nobelovu cenu za fyziku.  Odmítl spolupráci na projektu Manhattan a v roce 1946 se vrátil do Curychu. Až do konce života se věnoval pedagogické práci, studoval dějiny a filozofii vědy. Spolupracoval při založení Evropské organizace pro jaderný výzkum (CERN). 
Zemřel v roce 1958 na rakovinu slinivky.
Mezi jeho nejznámější díla patří Teorie relativity (Relativitätstheorie-1920), Kvantová teorie (Quantentheorie-1926), monografie nazývaná fyziky Starý zákon a Obecné principy vlnové mechaniky (Die allgemeinen Prinzipien der Wellenmechanik-1933), tzv. Nový zákon. 